# Monte Van Valkenburg
El monte Van Valkenburg (77°19′S 142°6′O / -77.317, -142.100) es una montana (1,165 m) que se encuentra a 1.9 km al sur del monte Burnham en las montañas Clark de las cordilleras Ford, en la Tierra de Marie Byrd, Antártida. Fue descubierto por vuelos de reconocimiento desde la Base Occidental del Servicio Antártico de los Estados Unidos (USAS) (1939–41) y nombrado en honor al profesor Samuel Van Valkenburg, director de la Escuela de Geografía de la  Universidad Clark.